# 阪本博志
阪本 博志（さかもと ひろし、1974年 - ）は、日本の社会学者。帝京大学教授。

## 人物・来歴
大阪府生まれ。1998年京都大学文学部社会学科卒、2003年同大学院文学研究科博士後期課程研究指導認定退学。2004年「雑誌『平凡』に見る1950-60年代勤労青少年文化の社会学的研究」で博士（文学）（京都大学）。2006年宮崎公立大学人文学部専任講師、2009年准教授、2021年帝京大学文学部教授。専門は、社会学・メディア史・出版文化論。

## 著書
- 『『平凡』の時代 1950年代の大衆娯楽雑誌と若者たち』（昭和堂） 2008.5
- 『大宅壮一の「戦後」』（人文書院） 2019.11

### 編・共編
- 『高度成長期の〈女中〉サークル誌：希交会『あさつゆ』』全8巻別巻2巻（編・解題、金沢文圃閣、現代社会・文化史資料） 2017 - 2019
- 『朝日新聞家庭面「ひととき」欄の三十年 戦後マスコミ読者論』 (影山三郎、編・解題、金沢文圃閣、文圃文献類従） 2019
- 『「若い根っこ」の生活記録 高度成長期の勤労青年サークル』単行本編 第1、4巻 (加藤日出男、編・解題、金沢文圃閣） 2020
- 『サンデー時評 編集復刻版』第 1- 2巻（大宅壮一、編、六花出版） 2020.9
- 『江戸川乱歩大事典』（谷口基ほか、落合教幸, 藤井淑禎, 渡辺憲司共編、勉誠社） 2021.3

## 論文
- CiNii Articles 検索 - 阪本博志